# اوه! چه جنگ دلپذیری
اوه! چه جنگ دلپذیری (انگلیسی: Oh! What a Lovely War) فیلمی در ژانر موزیکال به کارگردانی ریچارد اتنبرا است که در سال ۱۹۶۹ منتشر شد.

## بازیگران
- درک بوگارد
- ژان-پیر کسل
- جان گیلگد
- جک هاوکینز
- کنت مور
- لارنس الیویه
- مایکل ردگریو
- ونسا ردگریو
- رالف ریچاردسون
- مگی اسمیت
- سوزانا یورک
- جان میلز
- ایان هولم
- سسیل پارکر
- کورین ردگریو
- دیوید لاج
- جولیت میل
- رابرت فلمینگ
- ادوارد فاکس
- جین سیمور
- جفری دیویس
- کریستیان دورمر
- ماریان استون
- کریستین نونان
- ریچارد هاوارد
- نانته نیومن
- ونزلی پیتی
- هری لاک
- تونی ووگل